# Belregard
Ancienne commune de l'Aveyron, la commune de Belregard a été supprimée en 1833. Son territoire a été partagé entre les communes de Cantoin et de Sainte-Geneviève.